# پناهگاه صخره‌ای کمال‌آباد
پناهگاه صخره‌ای کمال‌آباد مربوط به دوره نوسنگی است و در شهرستان ارسنجان، بخش مرکزی، دهستان علی‌آباد ملک، غرب روستای کمال‌آباد، دامنه کوه سیاه واقع شده و این اثر در تاریخ ۶ اسفند ۱۳۸۵ با شمارهٔ ثبت ۱۷۵۹۸ به‌عنوان یکی از آثار ملی ایران به ثبت رسیده است.